# Lone Creekwaterval
De Lone Creekwaterval is een waterval in de Blyde rivier in Zuid-Afrika, gelegen op 9 kilometer van Sabie in Mpumalanga. De waterval is 70 m hoog. De waterval is gelegen in een bos en is daardoor alleen goed zichtbaar van dichtbij. Er loopt een pad van ongeveer 200 meter vanaf de verharde weg naar de waterval.